# Napomyza enigmoides
Napomyza enigmoides är en tvåvingeart som beskrevs av Erich Martin Hering 1937. Napomyza enigmoides ingår i släktet Napomyza och familjen minerarflugor.
Artens utbredningsområde är Tyskland. Inga underarter finns listade i Catalogue of Life.